# منتخب بنما لكأس فيد
منتخب بنما لكأس فيد هو ممثل بنما الرسمي في كرة المضرب في كأس فيد
.